# Domingos José Rosas da Silva
Domingos José Rosas da Silva ComIP (Porto, 14 de Novembro de 1896 - Porto?, 13 de Janeiro de 1967) foi um engenheiro, geólogo e professor português.

## Biografia
Frequentou na Faculdade Técnica da Universidade do Porto o curso de Engenharia, tendo-o concluído, com notas elevadas, em 1920. Já nessa altura era 2.º assistente na Faculdade de Ciências da Universidade do Porto. É aí que começa o seu percurso como docente universitário: 
- 1918-1920, 2.º assistente;
- 1922, 1.º assistente do 1.º grupo da 3.ª secção - Ciências Geológicas;
- 1925, professor auxiliar do 5.º grupo da 3.ª secção - Mineralogia e Geologia.

Em 1930 é aprovado com unanimidade nas provas para doutoramento em Engenharia tendo obtido a classificação de Muito Bom (18 valores). Anos mais tarde é indigitado professor catedrático do 1.º grupo - Mineralogia e Geologia da 3.ª secção - Ciências Histórico-Naturais em resultado das provas públicas com a defesa da dissertação "Granitos do Porto" e a apresentação da lição "Evolução da Cristalografia".
Em 1936 é nomeado diretor do Museu e Laboratório Mineralógico e Geológico da Faculdade de Ciências da Universidade do Porto, cargo que desempenhou até 1964.
É jubilado em 1966, depois de ter atingido o limite de idade.
Para além da docência, Domingos Rosa da Silva foi secretário da Faculdade de Ciências, diretor do Centro Escolar do Porto (1941-1947), vice-presidente da Junta da Província do Douro Litoral, gerente técnico da Companhia Hidro-Eléctrica, engenheiro dos Caminhos de Ferro do Minho e Douro, vereador da Câmara Municipal do Porto, fez parte de júris de provas de concursos nas Universidades de Lisboa e Coimbra e no Instituto Superior Técnico.
Foi também autor de inúmeros trabalhos científicos e participou igualmente em inúmeros congressos nacionais e estrangeiros.
Foi, ainda, agraciado com o grau de Comendador da Ordem da Instrução Pública a 14 de Dezembro de 1945.